# Angel Gomes
Adilson Angel Abreu de Almeida Gomes, noto semplicemente come Angel Gomes (Londra, 31 agosto 2000), è un calciatore inglese di origini portoghesi, centrocampista dell'Olympique Marsiglia.

## Biografia
È figlio dell'ex calciatore angolano naturalizzato portoghese Gil Gomes.

## Caratteristiche tecniche
Trequartista veloce e brevilineo, fa della creatività e dell'abilità nell'uno contro uno i suoi punti di forza. Prediligendo l'assist agli attaccanti piuttosto che tentare la conclusione personale. Viene paragonato a Paul Scholes.

## Carriera

### Club
Nato a Londra da madre portoghese e padre angolano, entra a far parte dell'Academy del Manchester Utd nel 2006, all'età di sei anni. Dopo aver fatto tutta la trafila delle formazioni giovanili, nel 2017 inizia ad allenarsi con la prima squadra.
Fa il suo debutto fra i professionisti il 21 maggio 2017 disputando gli ultimi minuti dell'incontro casalingo di campionato vinto 2-0 contro il Crystal Palace diventando, all'età di 16 anni e 263 giorni, il più giovane giocatore dopo Duncan Edwards ad esordire con i Red Devils nonché il primo calciatore classe 2000 a giocare in Premier League.

### Nazionale
Ha giocato nelle nazionali giovanili inglesi Under-16, Under-17, Under-18, Under-19 ed Under-20.
Nel 2017 ha vinto il Mondiale Under-17.
Il 29 agosto 2024 viene convocato per la prima volta in nazionale maggiore, con cui ha debuttato il 7 settembre seguente nella sfida vinta per 0-2 in casa dell'Irlanda in Nations League.

## Statistiche

### Presenze e reti nei club
Statistiche aggiornate al 25 gennaio 2025.
| Stagione                 | Squadra                  | Campionato               | Campionato | Campionato | Coppe nazionali | Coppe nazionali | Coppe nazionali | Coppe continentali | Coppe continentali | Coppe continentali | Altre coppe | Altre coppe | Altre coppe | Totale | Totale | Totale |
| Stagione                 | Squadra                  | Comp                     | Pres       | Reti       | Comp            | Pres            | Reti            | Comp               | Pres               | Reti               | Comp        | Pres        | Reti        | Pres   | Reti   |        |
| ------------------------ | ------------------------ | ------------------------ | ---------- | ---------- | --------------- | --------------- | --------------- | ------------------ | ------------------ | ------------------ | ----------- | ----------- | ----------- | ------ | ------ | ------ |
| 2016-2017                | Manchester Utd           | PL                       | 1          | 0          | FACup+CdL       | 0+0             | 0               | -                  | -                  | -                  | -           | -           | -           | 1      | 0      |        |
| 2017-2018                | Manchester Utd           | PL                       | 0          | 0          | FACup+CdL       | 1+0             | 0               | UCL                | 0                  | 0                  | -           | -           | -           | 1      | 0      |        |
| 2018-2019                | Manchester Utd           | PL                       | 2          | 0          | FACup+CdL       | 0+0             | 0               | UCL                | 0                  | 0                  | -           | -           | -           | 2      | 0      |        |
| 2019-2020                | Manchester Utd           | PL                       | 2          | 0          | FACup+CdL       | 0+1             | 0               | UEL                | 3                  | 0                  | -           | -           | -           | 6      | 0      |        |
| Totale Manchester United | Totale Manchester United | Totale Manchester United | 5          | 0          |                 | 2               | 0               |                    | 3                  | 0                  |             | -           | -           | 10     | 0      |        |
| 2020-2021                | Boavista                 | PL                       | 30         | 6          | CP              | 2               | 0               | -                  | -                  | -                  | -           | -           | -           | 32     | 6      |        |
| 2021-2022                | Lilla                    | L1                       | 24         | 1          | CF              | 2               | 1               | UCL                | 4                  | 1                  | SF          | 0           | 0           | 30     | 3      |        |
| 2022-2023                | Lilla                    | L1                       | 36         | 2          | CF              | 3               | 1               | -                  | -                  | -                  | -           | -           | -           | 39     | 3      |        |
| 2023-2024                | Lilla                    | L1                       | 31         | 0          | CF              | 3               | 0               | UECL               | 11                 | 2                  | -           | -           | -           | 45     | 2      |        |
| 2024-2025                | Lilla                    | L1                       | 14         | 1          | CF              | -               | -               | UCL                | 6                  | 1                  | -           | -           | -           | 20     | 2      |        |
| Totale Lilla             | Totale Lilla             | Totale Lilla             | 105        | 4          |                 | 8               | 2               |                    | 21                 | 4                  |             | 0           | 0           | 134    | 10     |        |
| Totale carriera          | Totale carriera          | Totale carriera          | 140        | 10         |                 | 12              | 2               |                    | 24                 | 4                  |             | 0           | 0           | 176    | 16     |        |

### Cronologia presenze e reti in nazionale
| Cronologia completa delle presenze e delle reti in nazionale ― Inghilterra | Cronologia completa delle presenze e delle reti in nazionale ― Inghilterra | Cronologia completa delle presenze e delle reti in nazionale ― Inghilterra | Cronologia completa delle presenze e delle reti in nazionale ― Inghilterra | Cronologia completa delle presenze e delle reti in nazionale ― Inghilterra | Cronologia completa delle presenze e delle reti in nazionale ― Inghilterra | Cronologia completa delle presenze e delle reti in nazionale ― Inghilterra | Cronologia completa delle presenze e delle reti in nazionale ― Inghilterra |
| Data                                                                       | Città                                                                      | In casa                                                                    | Risultato                                                                  | Ospiti                                                                     | Competizione                                                               | Reti                                                                       | Note                                                                       |
| -------------------------------------------------------------------------- | -------------------------------------------------------------------------- | -------------------------------------------------------------------------- | -------------------------------------------------------------------------- | -------------------------------------------------------------------------- | -------------------------------------------------------------------------- | -------------------------------------------------------------------------- | -------------------------------------------------------------------------- |
| 7-9-2024                                                                   | Dublino                                                                    | Irlanda                                                                    | 0 – 2                                                                      | Inghilterra                                                                | UEFA Nations League 2024-2025 - 1º turno                                   | -                                                                          | 77’                                                                        |
| 10-9-2024                                                                  | Londra                                                                     | Inghilterra                                                                | 2 – 0                                                                      | Finlandia                                                                  | UEFA Nations League 2024-2025 - 1º turno                                   | -                                                                          |                                                                            |
| 13-10-2024                                                                 | Helsinki                                                                   | Finlandia                                                                  | 1 – 3                                                                      | Inghilterra                                                                | UEFA Nations League 2024-2025 - 1º turno                                   | -                                                                          | 80’                                                                        |
| 17-11-2024                                                                 | Londra                                                                     | Inghilterra                                                                | 5 – 0                                                                      | Irlanda                                                                    | UEFA Nations League 2024-2025 - 1º turno                                   | -                                                                          | 79’ 89’                                                                    |
| Totale                                                                     |                                                                            | Presenze                                                                   | 4                                                                          |                                                                            | Reti                                                                       | 0                                                                          |                                                                            |

| Cronologia completa delle presenze e delle reti in nazionale ― Inghilterra under 21 | Cronologia completa delle presenze e delle reti in nazionale ― Inghilterra under 21 | Cronologia completa delle presenze e delle reti in nazionale ― Inghilterra under 21 | Cronologia completa delle presenze e delle reti in nazionale ― Inghilterra under 21 | Cronologia completa delle presenze e delle reti in nazionale ― Inghilterra under 21 | Cronologia completa delle presenze e delle reti in nazionale ― Inghilterra under 21 | Cronologia completa delle presenze e delle reti in nazionale ― Inghilterra under 21 | Cronologia completa delle presenze e delle reti in nazionale ― Inghilterra under 21 |
| Data                                                                                | Città                                                                               | In casa                                                                             | Risultato                                                                           | Ospiti                                                                              | Competizione                                                                        | Reti                                                                                | Note                                                                                |
| ----------------------------------------------------------------------------------- | ----------------------------------------------------------------------------------- | ----------------------------------------------------------------------------------- | ----------------------------------------------------------------------------------- | ----------------------------------------------------------------------------------- | ----------------------------------------------------------------------------------- | ----------------------------------------------------------------------------------- | ----------------------------------------------------------------------------------- |
| 11-10-2021                                                                          | Andorra la Vella                                                                    | Andorra under 21                                                                    | 0 – 1                                                                               | Inghilterra under 21                                                                | Qual. Europeo Under-21 2023                                                         | -                                                                                   | 65’                                                                                 |
| 11-11-2021                                                                          | Burnley                                                                             | Inghilterra under 21                                                                | 3 – 1                                                                               | Rep. Ceca under 21                                                                  | Qual. Europeo Under-21 2023                                                         | -                                                                                   | 73’                                                                                 |
| 16-11-2021                                                                          | Batumi                                                                              | Georgia under 21                                                                    | 3 – 2                                                                               | Inghilterra under 21                                                                | Amichevole                                                                          | -                                                                                   | 66’                                                                                 |
| 25-3-2022                                                                           | Bournemouth                                                                         | Inghilterra under 21                                                                | 4 – 1                                                                               | Andorra under 21                                                                    | Qual. Europeo Under-21 2023                                                         | -                                                                                   | 82’                                                                                 |
| 29-3-2022                                                                           | Elbasan                                                                             | Albania under 21                                                                    | 0 – 3                                                                               | Inghilterra under 21                                                                | Qual. Europeo Under-21 2023                                                         | -                                                                                   | 76’                                                                                 |
| 3-6-2022                                                                            | České Budějovice                                                                    | Rep. Ceca under 21                                                                  | 1 – 2                                                                               | Inghilterra under 21                                                                | Qual. Europeo Under-21 2023                                                         | -                                                                                   | 82’                                                                                 |
| 7-6-2022                                                                            | Chesterfield                                                                        | Inghilterra under 21                                                                | 3 – 0                                                                               | Albania under 21                                                                    | Qual. Europeo Under-21 2023                                                         | -                                                                                   |                                                                                     |
| 10-6-2022                                                                           | Pristina                                                                            | Kosovo under 21                                                                     | 0 – 5                                                                               | Inghilterra under 21                                                                | Qual. Europeo Under-21 2023                                                         | -                                                                                   | 56’                                                                                 |
| 13-6-2022                                                                           | Huddersfield                                                                        | Inghilterra under 21                                                                | 1 – 2                                                                               | Slovenia under 21                                                                   | Qual. Europeo Under-21 2023                                                         | -                                                                                   | 78’ 90’                                                                             |
| 22-9-2022                                                                           | Pescara                                                                             | Italia under 21                                                                     | 0 – 2                                                                               | Inghilterra under 21                                                                | Amichevole                                                                          | -                                                                                   | 17’ 72’                                                                             |
| 27-9-2022                                                                           | Sheffield                                                                           | Inghilterra under 21                                                                | 3 – 1                                                                               | Germania under 21                                                                   | Amichevole                                                                          | -                                                                                   | 70’                                                                                 |
| 25-3-2023                                                                           | Leicester                                                                           | Inghilterra under 21                                                                | 4 – 0                                                                               | Francia under 21                                                                    | Amichevole                                                                          | -                                                                                   | 72’                                                                                 |
| 28-3-2023                                                                           | Londra                                                                              | Inghilterra under 21                                                                | 1 – 2                                                                               | Croazia under 21                                                                    | Amichevole                                                                          | -                                                                                   | 80’                                                                                 |
| 22-6-2023                                                                           | Batumi                                                                              | Rep. Ceca under 21                                                                  | 0 – 2                                                                               | Inghilterra under 21                                                                | Europeo Under-21 2023 - 1º turno                                                    | -                                                                                   | 79’                                                                                 |
| 25-6-2023                                                                           | Kutaisi                                                                             | Inghilterra under 21                                                                | 2 – 0                                                                               | Israele under 21                                                                    | Europeo Under-21 2023 - 1º turno                                                    | -                                                                                   | 70’                                                                                 |
| 2-7-2023                                                                            | Craiova                                                                             | Inghilterra under 21                                                                | 1 – 0                                                                               | Portogallo under 21                                                                 | Europeo Under-21 2023 - Quarti di finale                                            | -                                                                                   | 80’                                                                                 |
| 5-7-2023                                                                            | Tbilisi                                                                             | Israele under 21                                                                    | 0 – 3                                                                               | Inghilterra under 21                                                                | Europeo Under-21 2023 - Semifinale                                                  | -                                                                                   | 79’                                                                                 |
| 8-7-2023                                                                            | Batumi                                                                              | Inghilterra under 21                                                                | 1 – 0                                                                               | Spagna under 21                                                                     | Europeo Under-21 2023 - Finale                                                      | -                                                                                   | 24’ 73’                                                                             |
| Totale                                                                              |                                                                                     | Presenze                                                                            | 18                                                                                  |                                                                                     | Reti                                                                                | 0                                                                                   |                                                                                     |

## Palmarès

### Club
- Supercoppa francese: 1

Lilla: 2021

### Nazionale
- Campionato mondiale Under-17: 1

India 2017
- Campionato d'Europa Under-21: 1

Romania-Georgia 2023